# Lecanopsis subterranea
Lecanopsis subterranea är en insektsart som först beskrevs av Gomez-menor Ortega 1948.  Lecanopsis subterranea ingår i släktet Lecanopsis och familjen skålsköldlöss. Inga underarter finns listade i Catalogue of Life.